# Byctiscus populi
Espèce
Byctiscus populi parfois appelé le cigarier du peuplier, est une espèce d'insectes coléoptères de la famille des Rhynchitidae (ou des Attelabidae selon les classifications). Son nom vernaculaire anglais : « Aspen Leaf-rolling Weevil ».

## Description

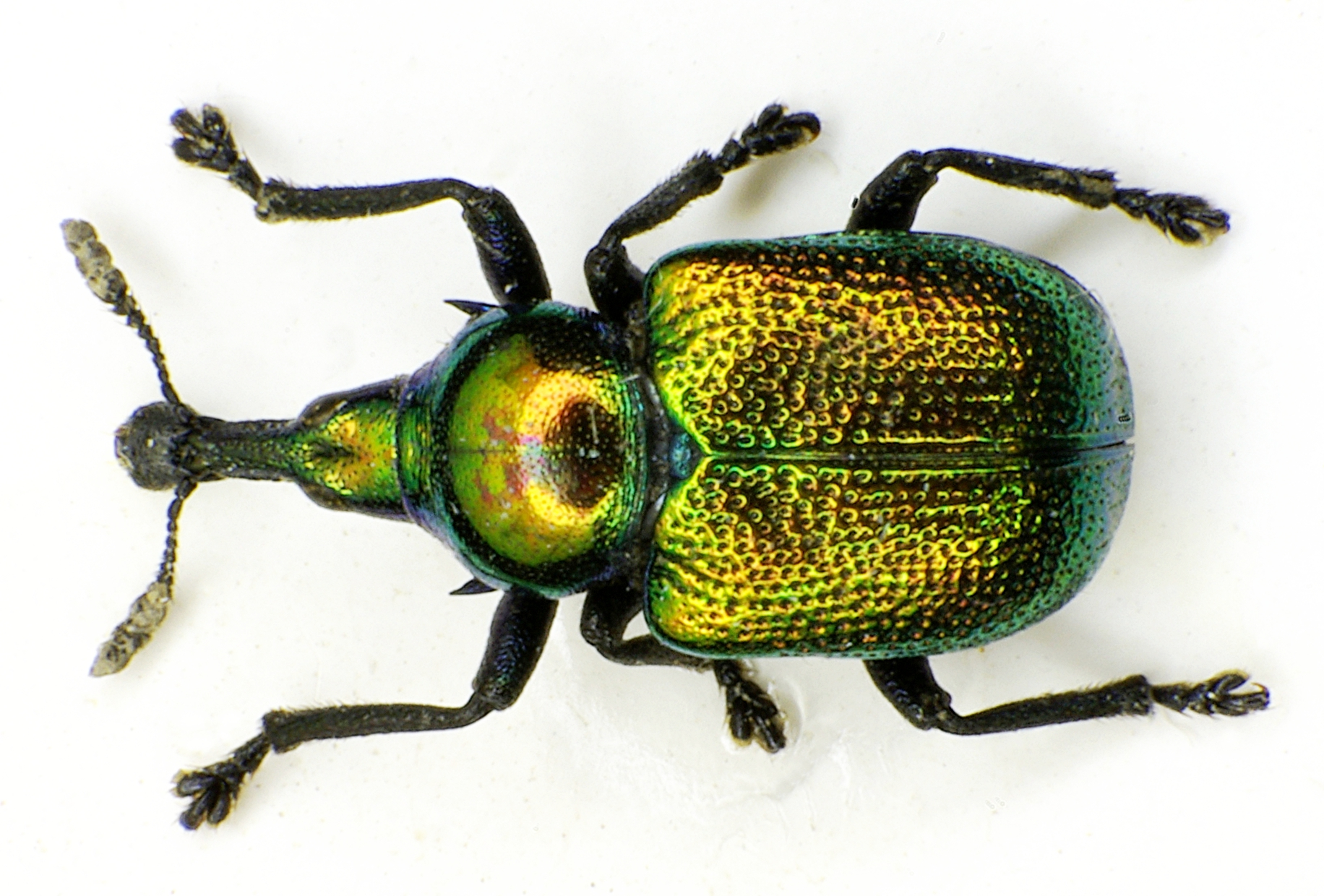
Mâle : vue dorsale

Corps long de 4 à 5,5 mm dont le dessus, d'un aspect métallique brillant, varie du vert au rouge cuivreux ; le dessous, les pattes, le rostre sont bleu-violet à noirs. Le mâle possède à l'avant du pronotum deux petites cornes à la fonction inconnue.

## Distribution
Eurasiatique, en Europe, de l'Espagne à la Russie, rare dans les îles Britanniques ; en Asie, Moyen-Orient, Asie centrale, Sibérie, Mongolie, nord de la Chine.

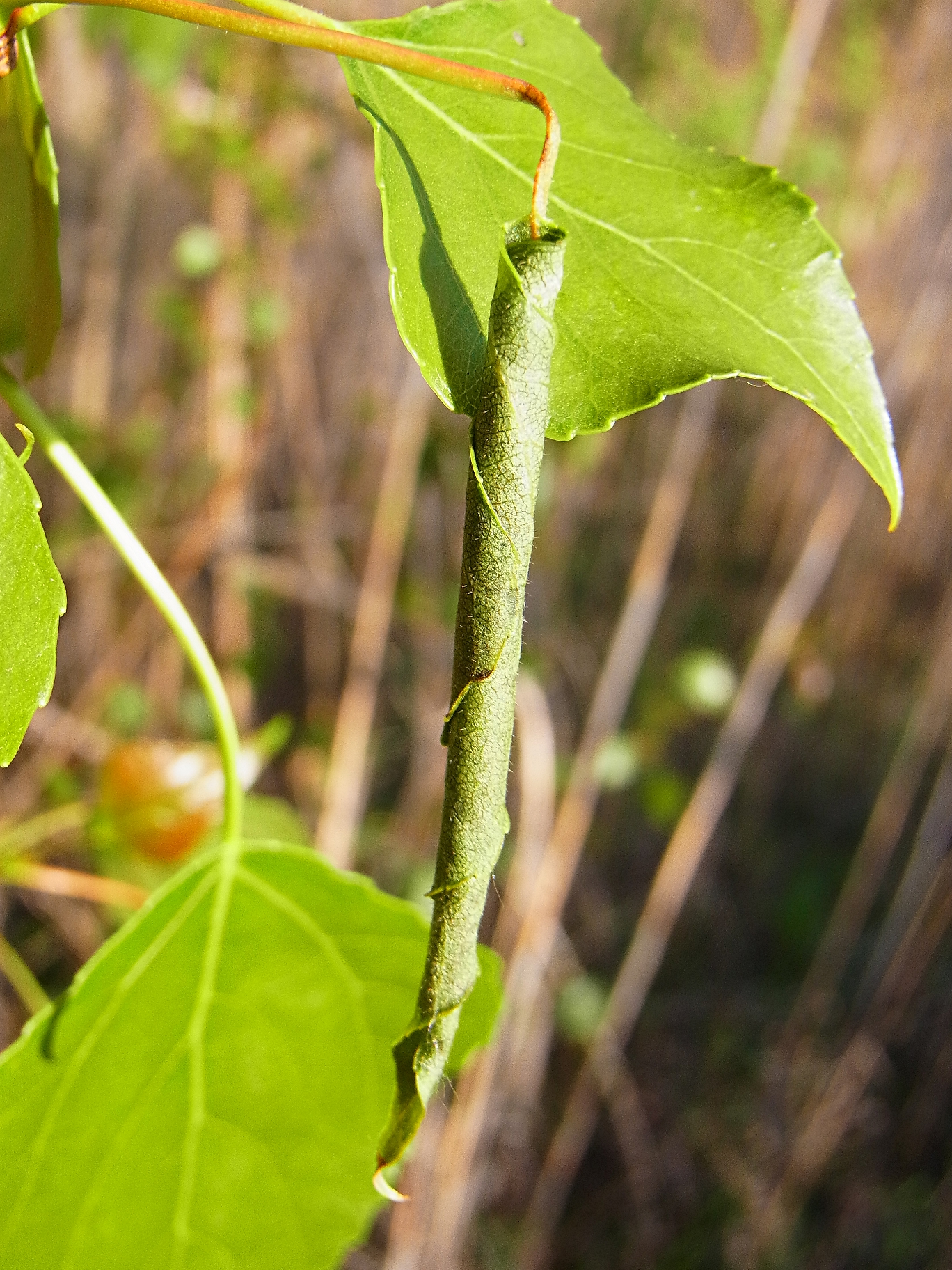
« Cigare » prêt à tomber dans lequel se développera la larve

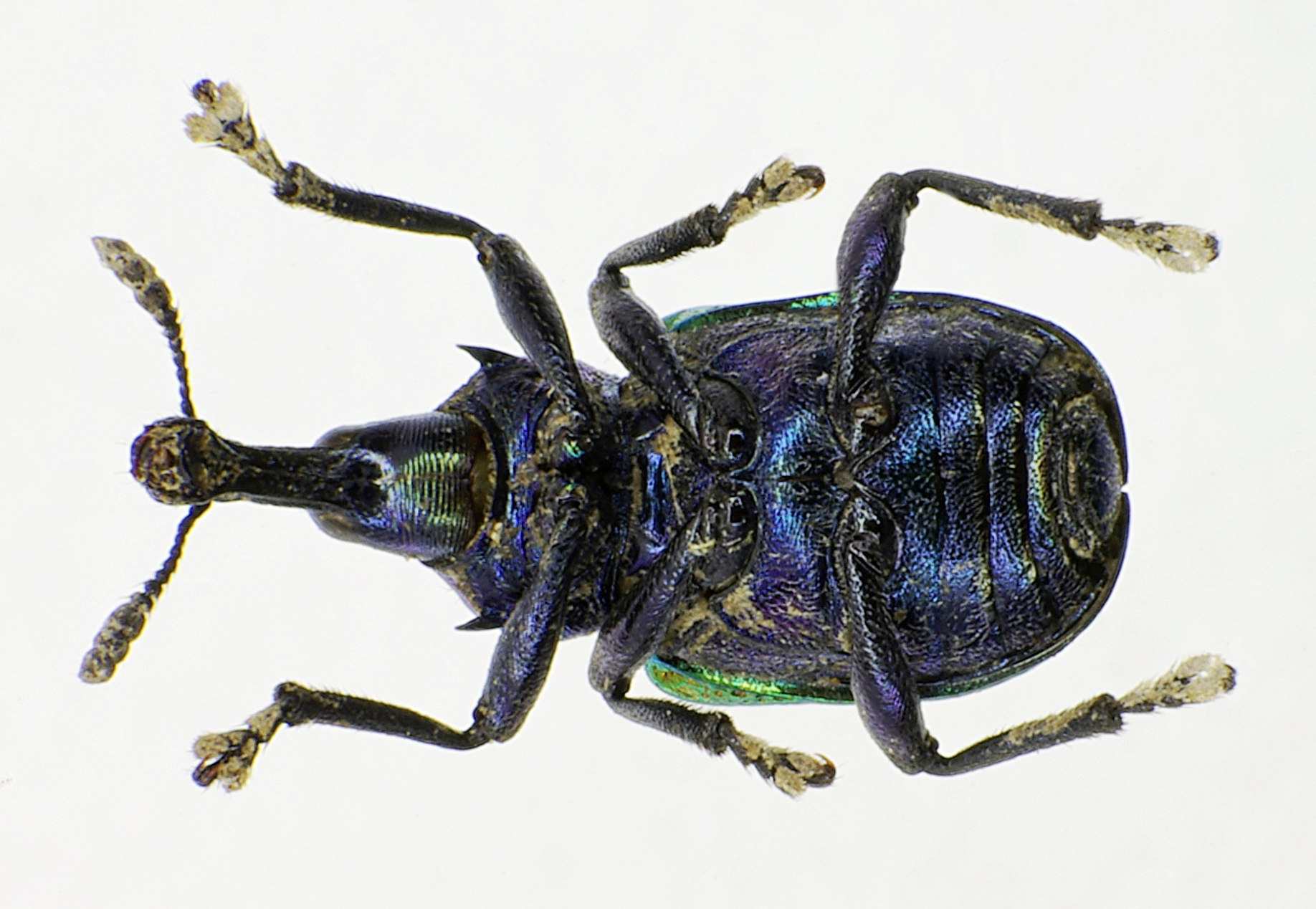
Mâle : vue ventrale

## Biologie
La femelle pond des œufs blancs (peu nombreux : 1 à 4) dans des feuilles de peupliers (tremble, Populus tremula et peuplier blanc, Populus alba) qu'elle a préalablement roulées en forme de mince cigare au prix d'un long travail avec parfois l'aide d'un mâle. 
Les larves se développent dans les « cigares » tombés sur le sol pendant 15 jours environ. 
La nymphose a ensuite lieu dans le sol. 
Les adultes émergent de mai à octobre.